# Bálcaros
Os bálcaros (em carachai-balcar:  Малкъарлыла ou Tаулула,  romanizado: Tawlula, lit. 'Alpinistas') são um povo turco da região do Cáucaso, uma das populações titulares de Cabárdia-Balcária. Sua língua carachaio-bálcara é um dos subgrupos ponto-caspianos do grupo noroeste (quipechaco) de línguas turcas.

## Identidade
Os bálcares modernos se identificam como um povo turco, que compartilha sua língua com os carachais de Carachai-Circássia e têm fortes semelhanças linguísticas com cumiques do Daguestão.Às vezes, bálcares e carachais são referidos como uma única etnia.
A maioria dos bálcares adotou o Islã no século XVIII devido ao contato com os cumiques, circassianos, nogais e Tártaros da Crimeia. Os bálcares são considerados profundamente religiosos. A ordem Sufi Qadiriya tem forte presença na região.
Em 1944, o governo soviético deportou à força quase toda a população bálcar para o Cazaquistão, Quirguistão e o Oblast de Omsk na Sibéria. Começando em 8 de março de 1944 e terminando no dia seguinte, o NKVD carregou 37.713 bálcares em quatorze escalões de trem com destino à Ásia Central e à Sibéria. O regime de Stalin colocou os exilados balcares sob restrições especiais de assentamento idênticas às que havia imposto aos deportados russo-alemães, calmucos, carachais, chechenos e inguches. Em outubro de 1946, a população balcarense havia sido reduzida para 32.817 devido a mortes por desnutrição e doenças. Os bálcares permaneceram confinados pelas restrições especiais de assentamento até 28 de abril de 1956. Somente em 1957, porém, eles puderam retornar à sua pátria montanhosa no Cáucaso. Durante 1957 e 1958, 34.749 bálcares voltaram para casa.